# Chapelle Notre-Dame-de-Pitié de Seix
Pour les articles homonymes, voir Chapelle Notre-Dame-de-Pitié.
La chapelle Notre-Dame-de-Pitié de Seix est une église du XVIIe siècle située rue de la chapelle, dans le bourg de Seix, dans le département de l'Ariège, en France.

## Historique
L'église date du XVIIe siècle, une pierre millésimée 1660 sculptée de trois fleurs de lys se trouve au-dessus du portail.
Elle fait l'objet d'une inscription au titre des monuments historiques par arrêté du 24 mars 2014.

## Localisation
Elle est au village à 516 m d'altitude, près du Salat (rive gauche) avec le jardin du presbytère attenant et entretenu selon la tradition des jardins de curé.

## Description
C’est une chapelle de 190 m² à simple nef à plan rectangulaire et couverte en tuile occitane, avec un clocheton et deux oculi en façade. À l'intérieur, dotée d'une double tribune, on remarque un retable constitué de trois tableaux de style baroque, peints par Riccardo Pedoya (1835-1895).

## Mobilier
Sous son apparence humble, la chapelle recèle cependant un important mobilier protégé. Dédiée au culte marial, deux piétas (XVIe et XVIIe siècles) étaient utilisées lors des processions ; elles ont été transférées à proximité dans l'église Saint-Étienne. La base Palissy inventorie et décrit neuf objets protégés.

## Traditions
Lors d'une cérémonie le 8 septembre, les bergers venaient y offrir un agneau né en estive. L'argent recueilli auprès des acheteurs contribuait en partie à l'entretien de la chapelle.

## Galerie

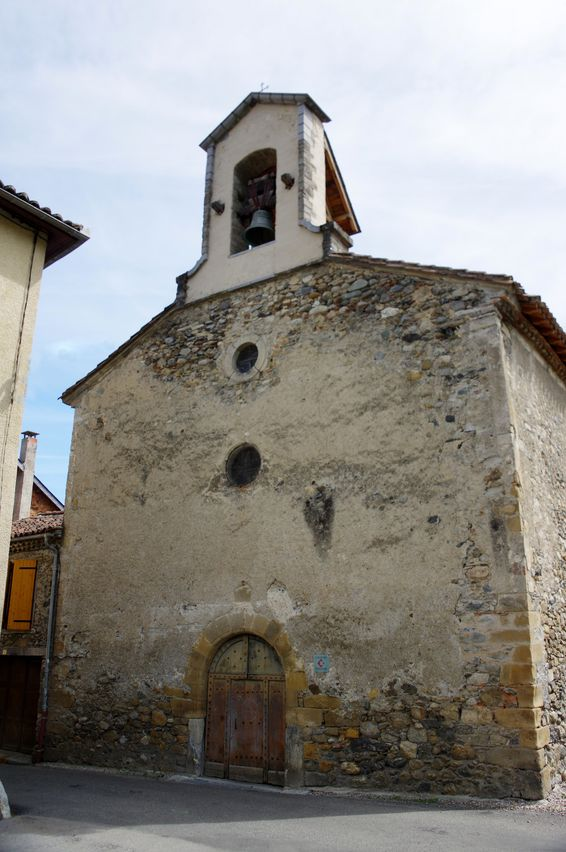
La façade Ouest avec les deux ocullis et le clocheton (septembre 2015).
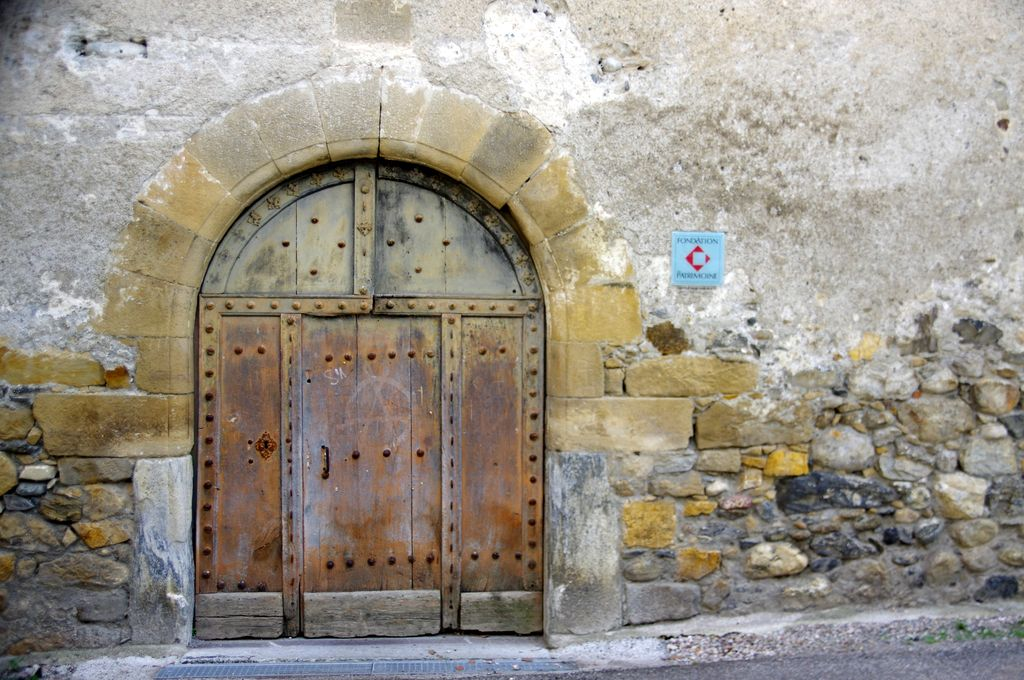
Portail en façade Ouest (septembre 2015).

## Valorisation du patrimoine
L'association Les Amis de la chapelle de Seix a été créée pour la connaissance et la restauration de la chapelle. Le concours Un Patrimoine pour demain 2011 organisé par l'hebdomadaire Le Pèlerin a attribué 3500 euros pour la rénovation des deux confessionnaux en merisier et noyer du XVIIIe.